# Musée de la Guerre (Helsinki)
 (octobre 2024).
Le musée de la Guerre (en finnois : Sotamuseo) est un musée situé dans le quartier de Kruununhaka à Helsinki en Finlande, dédié aux forces armées finlandaises et à l'histoire militaire de la Finlande. 
Il fait partie des forces armées et de la Grande école de la défense nationale finlandaise. 
Deux attractions populaires dépendant du musée se trouvent à Suomenlinna : le sous-marin Vesikko et le manège, une exposition sur l'histoire militaire et les forces de défense finlandaises. 
La fréquentation du musée de la Guerre à Kruununhaka et à Suomenlinna s'établissait en 2012 à 55 000 visiteurs. Le sous-marin Vesikko, ouvert pendant l’été, est l'attraction la plus visitée avec 35 000 visiteurs en 2014. 
L'exposition à Kruununhaka est définitivement fermée ; toutes les expositions du musée de la Guerre sont situées sur l'île de Suomenlinna.
Le musée de la Guerre collectionne, met en valeur et expose des objets et des archives concernant les forces et l'histoire militaires finlandaises. Le muséum propose des expositions et des manifestations culturelles, publie des ouvrages d’histoire militaire et donne des avis à propos de l’histoire de guerre. Il coordonne l’activité des musées militaires partout en Finlande et coopère avec eux.

## Histoire
Le musée de la Guerre a été fondé le 25 novembre 1929 et inauguré le 18 octobre 1930. 
Avant sa création, les objets et l'histoire militaire finlandaise étaient exposés au public entre autres au musée d’Histoire de l’État en 1908. Dans les années 1918-1919, le Musée national recevait des objets concernant la Guerre civile finlandaise. 
Les Archives de guerre, créées en 1918, ont aussi reçu des objets militaires ; sur cette base, le musée de la Guerre a fondé ses collections.
En janvier 1933, le musée a déménagé de Liisankatu au fort de Suomenlinna, où il est resté jusqu’au début de la guerre d'Hiver. Le lieutenant Reino Wilhelm Palmroth a été élu directeur du musée. L’inauguration a eu lieu à Suomenlinna le 11 juin 1933. Le musée recevait  9 000 visiteurs chaque année. 
L’exposition était organisée par les branches des forces armées finlandaises, jägers, génie, blindés et marine. Elle présentait aussi des objets de la guerre civile.
Le musée à Suomenlinna a été fermé en automne 1939, juste avant la guerre d'Hiver. Le personnel a été affecté aux tâches militaires, les objets entreposés ailleurs en Finlande. Les locaux du musée ont dû être transférés hors d’Helsinki à cause des bombardements de 1944. 
Pendant la guerre d’Hiver et la guerre de Continuation, le musée organisa pourtant des expositions dans le hall dédié aux exhibitions à Helsinki. La première a été celle de prises de guerre en 1940, suivie d'autres sur les souvenirs de guerre, ainsi que des expositions itinérantes à travers la Finlande en 1941-1943 et aussi en Suède en 1942-1943. Ces expositions avaient pour but de montrer les objets militaires, de recueillir des fonds pour les invalides de guerre et de renforcer le moral de l'arrière pendant les combats contre l'Union soviétique. 
En 1944, naît l'Association Patrimoine de guerre, plus tard renommée Association de l'histoire militaire de la Finlande.
Après les guerres, le musée a été temporairement fermé, faute de lieu d'exposition. La situation a changé quand il acquit la propriété de Kruununhaka. Le bâtiment du musée, conçu par Evert Lagerspetz, est une caserne construite en 1883. Le musée élargit ses expositions au bâtiment de Liisankatu dans les années 1990.
Dans les années 1970, il fut question de retransférer le musée de la Guerre dans la forteresse de Suomenlinna, mais l'accès aux îles restait impossible au public. Le musée prit de l'importance en ouvrant de nouveaux sites : le sous-marin Vesikko à Tykistönlahti en 1973, et, en 1989, le manège, un ancien dépôt d'artillerie, après une grande rénovation.
Depuis 1962, le musée de la Guerre a organisé plus de trente expositions spécialisées, entre autres celle de l'anniversaire des 40 et 90 ans des forces armées finlandaises, en 1958 et 2008, et plusieurs sur la guerre d'Hiver.

## Collections
Les collections du musée de la Guerre comptent en plus de 200 000 objets. Une petite partie est visible en exposition permanente. La plupart est en réserve, ou dans la section recherche. Les collections incluent des médailles, des armes, des uniformes, des drapeaux, des ouvrages sur le thème de la guerre, et même des véhicules et des avions. Les collections vont de l’époque du royaume de Suède jusqu’à nos jours, et se concentrent à l’époque de l’indépendance. Les collections de photos rassemblent environ 200 000 pièces. Les archives photographiques servent de fonds d'expositions, de recherche et de publication.

## Publications
Le musée de la Guerre a sa propre série de publications sur différents thèmes, notamment l’histoire militaire. Le musée publie, conjointement avec l’Association d’histoire et de sciences militaires, chaque année, la Publication périodique de l’histoire militaire. Le musée a participé à des publications multimédias, par exemple sur la guerre d’Hiver.

## Expositions

### Liisankatu 1 - «Des hakkapélites aux Casques bleus»
Dans le bâtiment principal du Liisankatu 1, s'est tenue la nouvelle exposition « Des hakkapélites aux Casques bleus », ouverte le 8 mars 2013. Auparavant, l’exposition était située dans un bâtiment voisin à Maurinkatu 1. La nouvelle exposition présente l’histoire de la Finlande, depuis l’époque du royaume de la Suède et de la Russie à travers l’indépendance et les guerres des années 1939-1945, jusqu’à nos jours. Aujourd'hui, l'exposition à Liisankatu est définitivement fermée, toutes les expositions du musée de la Guerre trouvent à Suomenlinna.

### Le sous-marinVesikkoet le manège

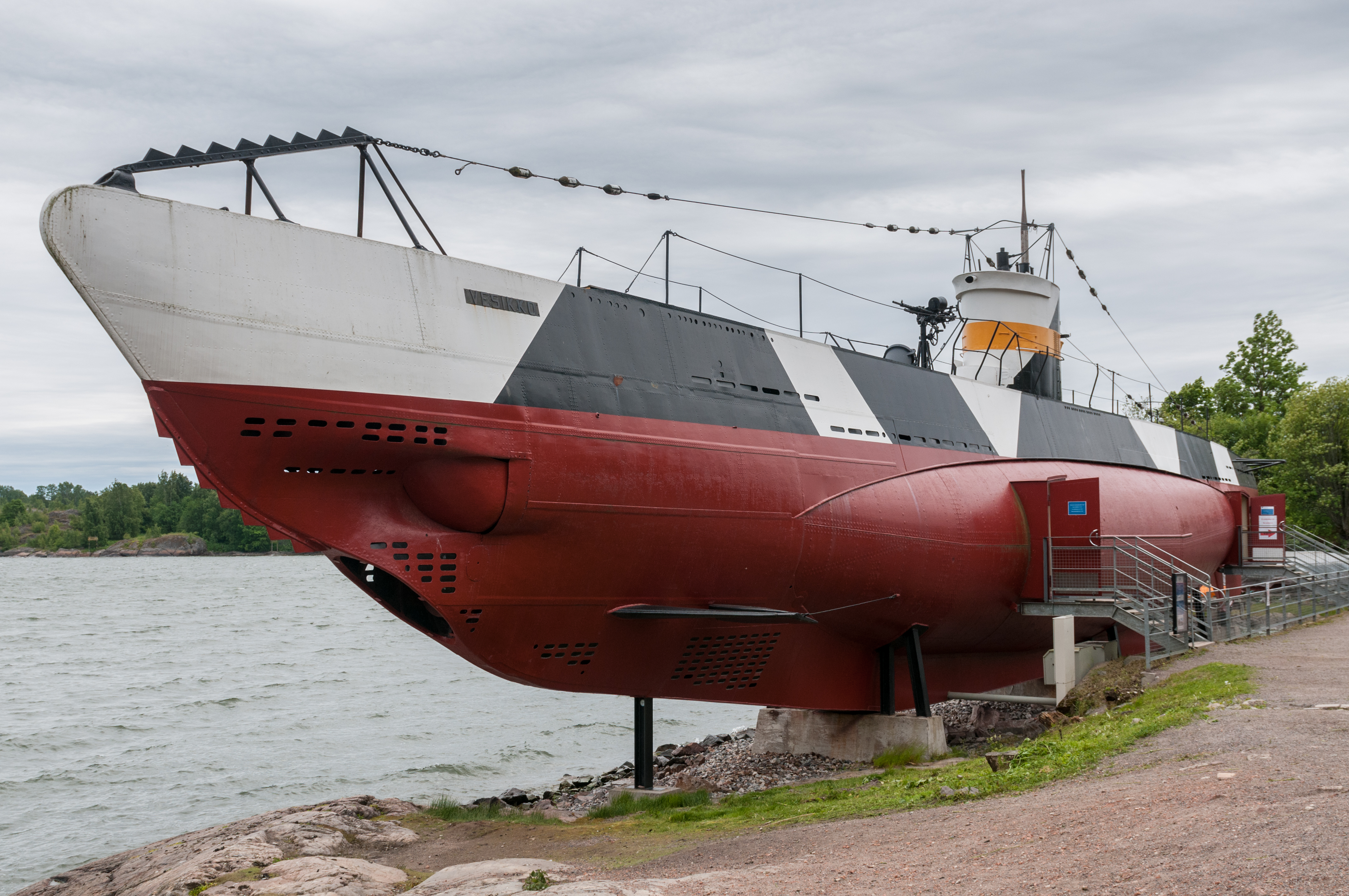
Le Vesikko exposé à Suomenlinna en 2017.

Deux attractions dépendant du musée de la Guerre se trouvent à la Suomenlinna. 
Le sous-marin Vesikko, construit en Finlande dans les années 1930, a servi pendant la Seconde Guerre mondiale. Il est le seul sous-marin de l'époque qui subsiste en Finlande, les autres ayant été mis à la ferraille en 1953. 
Pendant la guerre d'Hiver et la guerre de Continuation, le Vesikko a effectué des missions de patrouille et de contrôle dans le golfe de la Finlande et en mer d'Åland. Il a torpillé le cargo soviétique Vyborg devant l’île de Suursaari le 3 juillet 1941. Le traité de Paris de 1947 a interdit à la Finlande d’avoir des sous-marins. Le Vesikko n’a plus été utilisé sauf comme sous-marin d’entraînement. Au début des années 1960, il a été transféré à la Suomenlinna, restauré, et ouvert au public en juillet 1973.

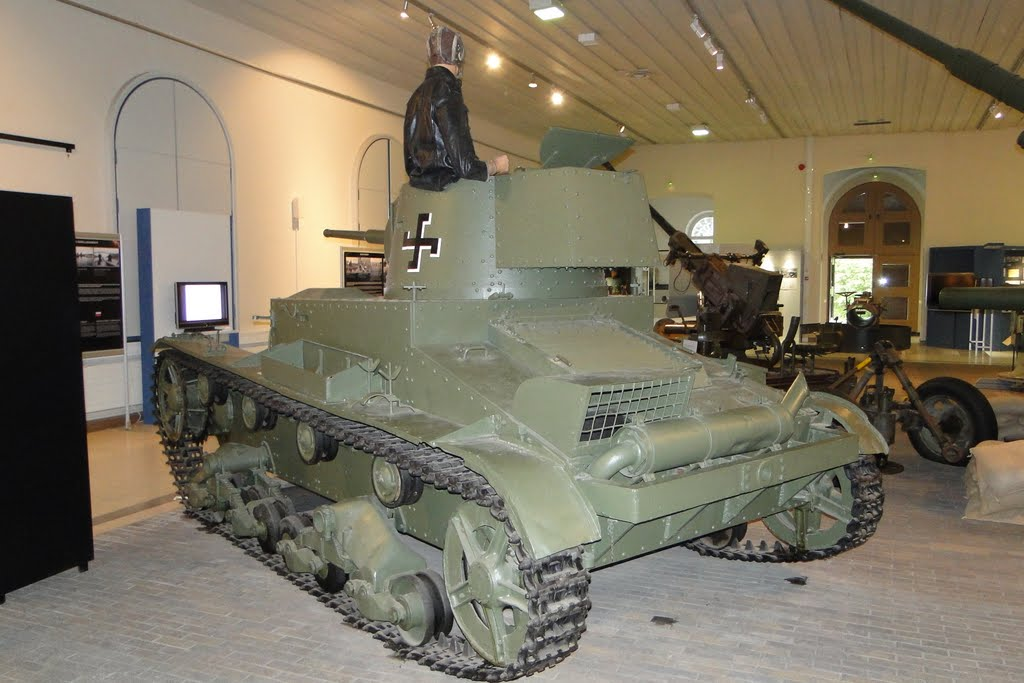
Un Vickers Mark E finlandais au musée du manège.

À l’origine, un dépôt de canons, le manège (en finnois : Maneesi), a été construit dans les années 1880 pendant la période russe de Suomenlinna. Une exposition sur les guerres d’Hiver, de Continuation et de Laponie a ouvert en juin 1989. 
En mai 2012, a ouvert l'exposition intitulée « De l’autonomie à l’opération Atalante ». Elle présente l’armée finlandaise en temps de guerre et en temps de paix jusqu’à aujourd’hui. 
Plusieurs expositions temporaires ont été organisées, par exemple, une exposition sur les sous-marins finlandais dans les années 2003-2004, et une exposition sur le Vesikko en 2011. 
Le manège abrite notamment un canon allemand 88 mm Flak 37, un char d'origine britannique Vickers-Armstrong 38 et un des deux tubes lance-torpilles du torpilleur finlandais S2 (en), coulé en 1925. 
On peut aussi y trouver un abri souterrain et des uniformes de différentes époques.

## Les musées en coopération
Huit musées militaires fonctionnent en coopération avec le musée de la Guerre. Une partie des objets de ces musées appartiennent aux collections du musée de la Guerre. 
Par manque de ressources et d'espaces limités, les collections d’histoire militaire sont décentralisées dans différentes régions, et selon les différentes branches des forces armées. 
La création de musées spécialisés était dépendante des collections d’unités. Les musées spécialisés fonctionnent souvent avec les fonds de fondations ; ils ont été créés à partir de 1945, et plus généralement dans les années 1960-1970. 
Les musées incluent le musée des Blindés de Parola, le musée de la Défense antiaérienne, le musée d'Aviation, le musée d'Infanterie, le musée des Services médicaux de l’armée, Mobilia (en) (musée automobile et routier), Forum Marinum (musée maritime) et le Museo Militaria qui rassemble le musée du Génie, le musée de l'Artillerie et le musée des Transmissions.